# Lycodapus endemoscotus
Lycodapus endemoscotus är en fiskart som beskrevs av Peden och Anderson, 1978. Lycodapus endemoscotus ingår i släktet Lycodapus och familjen tånglakefiskar. Inga underarter finns listade i Catalogue of Life.